# Crassula aquatica
Espèce
Classification phylogénétique
Crassula aquatica est une espèce de plante succulente annuelle. Cette plante se développe dans les marais salants et les Eaux temporaires et divers types de zones humides. Elle a été scientifiquement décrite en 1753 et ne doit pas être confondues avec Crassula helmsii (localement récemment devenue très invasive dans les zones humides d'Europe de l'Ouest).

## Dénominations
Synonymie : Ses trois anciennes dénomination scientifique ont été : Tillaea aquatica ; Tillaea ascendens et Tillaeastrum aquaticum
Les anglophones la dénomment Water pygmyweed, common pygmyweed ou Pigmyweed. 

## Habitats
Cette espèce est au moins partiellement aquatique.
Elle n’est trouvée que dans des zones qui sont la plupart du temps submergées, ainsi que sur rives boueuses et des zones estuariennes périodiquement inondées.
Elle s'adapte à la fois aux milieux oligotrophes  et aux milieux eutrophes. 

## Aire de répartition
Cette plante est largement répandue en Amérique du Nord et en Eurasie. En 1971, elle a été signalée pour la première fois en Écosse

## Description

Crassula aquatica.

La Crassule aquatique est une petite plante formant de minces tapis végétaux ou des taches sur un substrat sableux à vaseux. Elle prend une forme plus rigide et de plus en plus dressée quand elle est exondée (hors de l’eau) durant de plus longues périodes. 
La chair de la plante est jaune verdâtre à rouge vif ou violacée.
Les feuilles charnues sont petites et pointues ne mesurent que quelques millimètres de long.
La fleur se développe sur une courte tige à partir de l'intersection de chaque paire opposée de feuilles. Elle ne mesure que deux millimètres de long et de large. 
Le fruit est un minuscule follicule contenant plusieurs graines.

## Menaces, pressions
Le statut de conservation de cette espèce est mal évalué, mais cette plante dépend par nature beaucoup des taches d'inondations plus ou moins persistantes dans le paysage. 
Elle a donc probablement beaucoup régressé depuis quelques siècles à cause des systèmes de drainage de nombreuses zones humides et de gestion des eaux temporaires, lesquels concernent un territoire de plus en plus vaste. 
Elle a été (en 2015) classée comme « vulnérable » au nord-est du Canada dans la province de Terre-Neuve-et-Labrador
Cavan Allen a redécouvert cette espèce dans le  Maryland en 2012, elle n’y avait pas été signalée dans l’État depuis 1950.

## Crassula aquatica et la science
- Des études ont porté sur les conditions de la germination de cette espèce dans les mares temporaires[10], milieux qui sont très fortement sous l'influence des variations de pluviométrie et d'évaporation, variations qui causent de grandes différences phytosociologiques dans ces communautés spécifiques, selon les années. Ces milieux particuliers (et donc certaines des espèces qu'ils abritent) sont vulnérables au dérèglement climatique.
- Cette espèce a aussi été étudiée en tant que l'une des rares plantes (hors du genre Isoetes) à présenter une fluctuation diurne de son métabolisme acide[11],[12]